# San Damiano d'Asti
San Damiano d'Asti es una localidad y comune italiana de la provincia de Asti, región de Piamonte, con 8.465 habitantes.

## Historia
El área del municipio una vez fue ocupada en la Edad Media por la comuna de Axtizio y sus suburbios de Gorzano, Lavezzole y Marcelengo. En 1275, después de perder la guerra contra Asti, Astixio fue destruida. El Astigiani construido en su lugar una nueva ciudad, llamada San Damiano d'Asti.

## Ciudades Hermanadas
San Damiano está hermanada con:
- Kriens, Suiza

## Evolución demográfica
| Gráfica de evolución demográfica de San Damiano d'Asti entre 1861 y 2001 |
|                                                                          |
| Fuente ISTAT - elaboración gráfica de Wikipedia                          |